# 70000 Tons of Metal (2013)

Logo des 70000 Tons of Metal

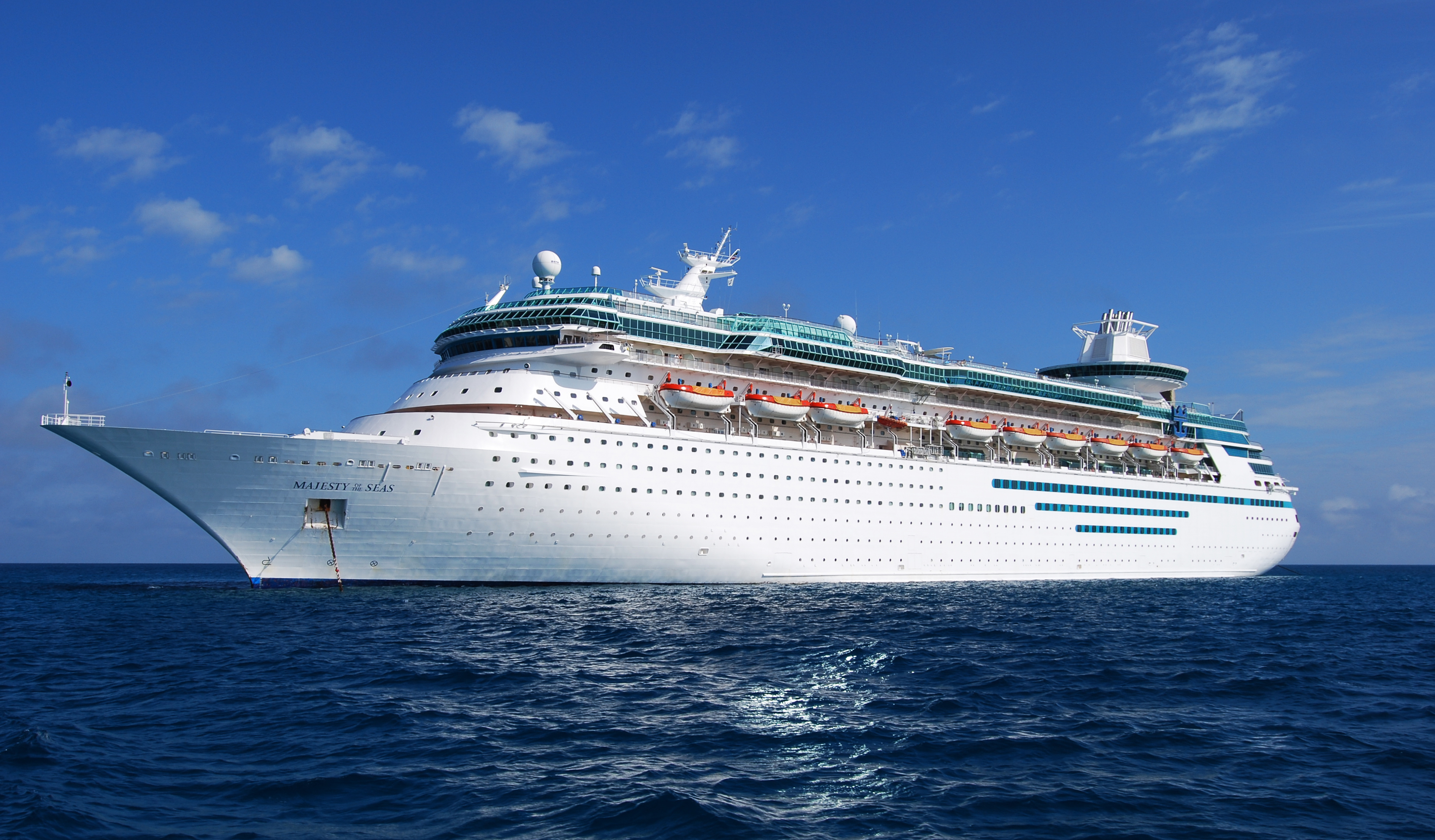
Die Majesty of the Seas

Das 70000 Tons of Metal Musikfestival (kurz: 70000 Tons) wurde 2013 zum dritten Mal ausgerichtet. Veranstaltungsort war wie auch bei den vorherigen Malen und der Barge to Hell im Dezember 2012 das Kreuzfahrtschiff Majesty of the Seas. Die Reise führte vom 28. Januar 2013 bis zum 1. Februar 2013 von Miami (Florida) nach Cockburn Town auf Grand Turk Island (Turks-Inseln) und wieder zurück. Insgesamt traten 41 verschiedene Metal-Bands aus den unterschiedlichsten Metal-Genres auf. Da das Event erneut ausgebucht war, befanden sich inklusive der Besatzung, der Bands und deren technischen Crews, rund 3500 Personen an Bord.
Zu weiteren Informationen über den Hintergrund des Festivals, die Preisentwicklung und weiteres siehe:

## Vorgeschichte
Im Juni 2012 wurden die ersten zehn Bands für 2013 bekannt gegeben. Die weiteren Bands wurden immer wieder in Gruppen bis zum 26. Januar 2013 veröffentlicht. Am 29. Juni 2012 startete exklusiv für alle Gäste, die bereits 2011 und 2012 teilgenommen hatten, der Ticketvorverkauf per persönlich erhaltenem Zugangscode. Alle Besucher, die nur 2012 teilgenommen hatten, konnten mit ihrem Code ab dem 3. Juli, und alle neuen Interessenten ab dem 10. Juli 2012 Kabinen buchen. Am Sonntag, den 27. Januar 2013 fand auf einem Strand-Abschnitt parallel zum Ocean Drive eine Pre-Party für das Event statt, zu der etwa 300 bis 400 Besucher kamen.

## Reiseverlauf 2013

### Montag, 28. Januar

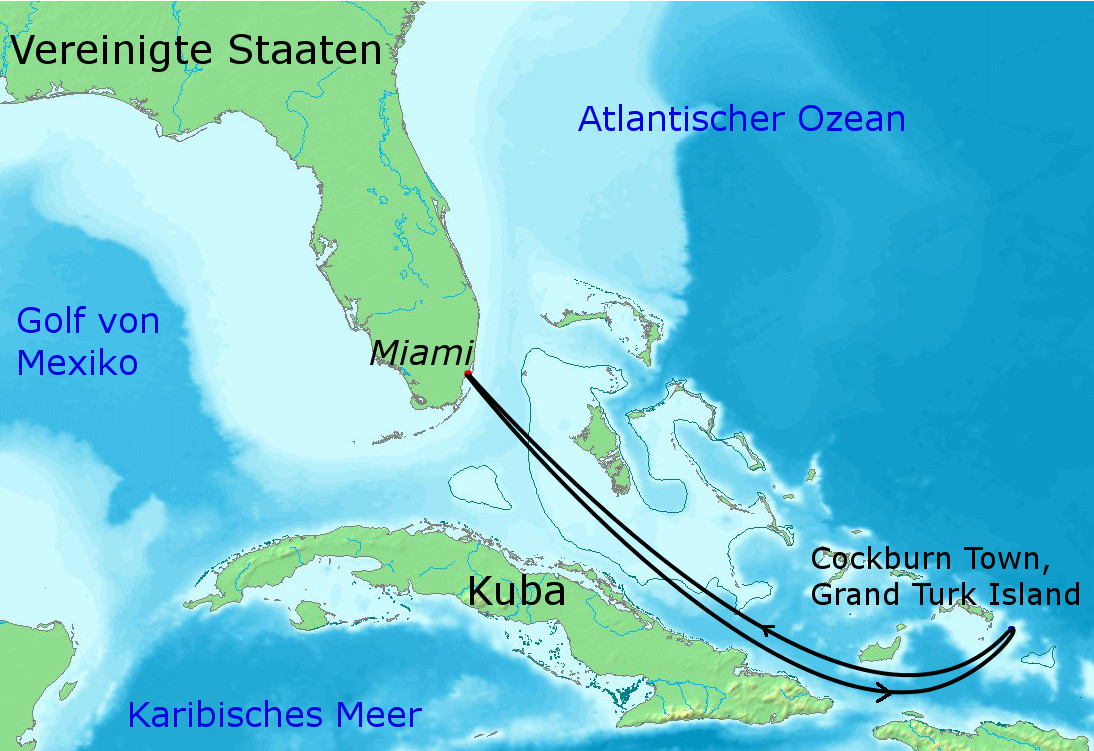
Route der Majesty of the Seas beim 70000 Tons of Metal 2013

Der Check-In für die Majesty of the Seas begann um 12.00 Uhr Ortszeit. Um 15.00 Uhr folgte die für alle Gäste verpflichtende Sicherheitsunterweisung und gegen 17.00 Uhr konnte das Schiff pünktlich ablegen. Eröffnet wurde das Festivalprogramm durch Helstar in der Spectrum Lounge und kurz darauf durch Sabaton im Chorus Line Theatre. Die Pool-Stage wurde erst um 1.00 Uhr nachts durch Metal Church eröffnet, für die der Auftritt ihre Reunion-Show nach der Auflösung im Jahr 2009 darstellte.

### Dienstag, 29. Januar
Wie bei vorherigen Ausgaben stellte der Dienstag wieder den ersten von zwei „Tagen auf See“ dar, an denen die Auftritte der Bands ab dem späten Vormittag im Fokus standen. Ab 12 Uhr mittags wurden im Inneren des Schiffes offizielle Meet&Greets mit den anwesenden Bands veranstaltet.

### Mittwoch, 30. Januar
An diesem Tag fand der Landgang auf die Turks-Insel Grand Turk Island statt. Gegen 8.00 Uhr morgens ankerte dazu die Majesty of the Seas vor der Inselhauptstadt Cockburn Town; ab 9 Uhr konnte man dann per Tenderboot auf die Insel fahren. Dort angekommen konnte man entweder bei den Strandbars bleiben oder diverse Freizeitaktivitäten wie eine Geländewagensafari buchen oder reiten, schnorcheln und tauchen gehen sowie Kayak, Fahrrad, Buggy oder Catamaran fahren und Mantarochen streicheln. Um 15.30 mussten die Teilnehmer wieder an Bord sein, am frühen Abend fuhr das Schiff wieder von der Insel ab. Das musikalische Abendprogramm eröffnete an diesem Tag Subway to Sally.

### Donnerstag, 31. Januar
Wie auch am Dienstag standen am Donnerstag die Auftritte der Bands wieder im Vordergrund. Insgesamt traten an diesem Tag 28 Bands auf. Auf dem Pool Deck wurde zwischen 2.00 Uhr bis 2.30 Uhr die Spielzeit für einen offiziellen „Bauch-Klatscher-Wettbewerb“ mit Siegerehrung ausgesetzt. Am Nachmittag fand für die anwesende Fachpresse eine Pre-Listening-Session des kommenden Turisas-Albums statt sowie eine offizielle Pressekonferenz, in der der Kapitän, der Hotelchef und Veranstalter Andy Piller statistisches über die Reise berichteten.
Die letzte Band der 70.000 of Metal 2013 auf dem Pooldeck waren Sabaton. Vor dem letzten Lied trat Veranstalter Andy Piller auf die Bühne und hielt eines Dankesrede. Während des letzten Liedes ließ sich Sabaton-Sänger Joakim Brodén, wie auch bereits 2011 über die Hände der Fans bis in den Pool tragen. Die übrigen Bandmitglieder von Sabaton sowie mehrere Schiffsangestellte folgten ihm nach.

### Freitag, 1. Februar
Wie üblich dauerte das eigentliche Festivalprogramm bis in die frühen Morgenstunden des Freitags. Gegen 9 Uhr morgens musste das Schiff verlassen werden, das am selben Abend nach dem Abbau des Festivalequipments wieder auslief.

## Line-up und Auftrittssituation
An den vier Tagen spielten insgesamt 41 Bands, verteilt auf drei Bühnen, wobei jede Band zwei Auftritte absolvierte. Das Line-up bestand aus folgenden Bands:
3 Inches of Blood, Anaal Nathrakh, Anacrusis, Angra (mit Fabio Lione), Arkona, Cryptopsy, Delain, Die Apokalyptischen Reiter, Doro, DragonForce, Ektomorf, Ensiferum, Etecc, Evergrey, Fatal Smile, Flotsam and Jetsam, Gotthard, Heidevolk, Helloween, Helstar, Holy Grail, Immolation, In Flames, Inquisition, Kreator, Lacuna Coil, Lizzy Borden, Metal Church, Nightmare, Nile, Onslaught, Rage and Lingua Mortis Orchestra, Sabaton (mit Snowy Shaw, Ex-Therion), Sinister, Steel Engraved, Subway to Sally, Threat Signal, Tiamat, Turisas, Týr und Unexpect. Besonderheiten stellten die Auftritte der Band Rage dar, die mit einem 15-köpfigen Orchester auftrat, und nach 2011 bereits zum zweiten Mal Teil der Cruise war. Ebenfalls nicht zum ersten Mal waren Ensiferum und Sabaton Teil des 70.000 Tons of Metal, die beide bereits 2011 auftraten. Als Special wurde Jeff Waters von Annihilator für die Reise gebucht, der zusammen mit anderen Musikern, u. a. Doro, Christina Scabbia (Lacuna Coil), Petri Lindroos (Ensiferum) und Victor Smolski (Rage), eine Jamsession auf dem Schiff unter dem Namen Jamming With Waters in International Waters abhielt. Die weiteren Musiker konnten auf der Facebook-Seite von 70.000 Tons of Metal votiert werden. Außergewöhnlich war zudem der Auftritt von der ukrainischen Pianistin Viktoriya Yermolyeva, die auf dem Flügel im Foyer des Schiffs bekannte Metallieder coverte.
Die Hauptbühne stellte das Schiffstheater „A Chorus Line“ über die Decks 5–7 dar. Auf Deck 8 gab es noch eine kleinere Bühne in der „Spectrum“-Lounge und auf Deck 12 mit der „Poolside Stage“ auch eine Open-Air-Bühne. Für letztere wird extra ein Pool trockengelegt und überdeckt, um Platz für das Publikum zu schaffen. 2012 fiel die „Poolside Stage“ zudem deutlich größer und professioneller aufgebaut als noch im Vorjahr aus.

## Unterkünfte, Besucher und Statistisches

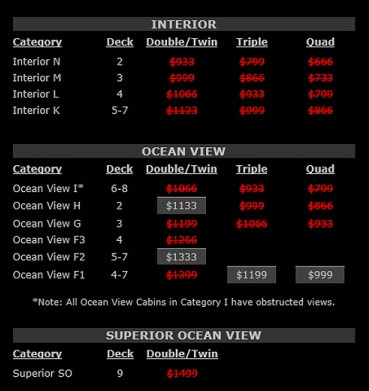
Preisliste des 70000 Tons 2013

An dem Festival nahmen 2037 (2011: 2038, 2012: 2051) Besucher aus insgesamt 55 Ländern oder autonomen Regionen teil. Von diesen waren 36 % Weiblich und 64 % Männlich bei einer Altersspanne von Einem bis 71 Jahren. Folgende Nationen waren vertreten: Andorra, Argentinien, Aruba, Australien, Belgien, Bolivien, Bosnien und Herzegowina, Brasilien, Bulgarien, Chile, Volksrepublik China, Costa Rica, Dänemark, Deutschland, Färöer, Finnland, Frankreich, Gibraltar, Griechenland, Großbritannien, Honduras, Indien, Irland, Italien, Japan, Kanada, Liechtenstein, Luxemburg, Mexiko, Niederlande, Neuseeland, Norwegen, Österreich, Panama, Peru, Polen, Portugal, Puerto Rico, Rumänien, Russland, Saudi-Arabien, Schweden, Schweiz, Slowakei, Slowenien, Spanien, Südafrika, Südkorea, Suriname, Trinidad und Tobago, Tschechien, Ukraine, USA und Vereinigte Arabische Emirate. Die meisten Besucher an Bord waren zum ersten Mal Deutsche, gefolgt von US-Amerikanern, Kanadiern, Finnen, Niederländern, Mexikanern, Australiern, Belgiern, Briten und Kolumbianern.
Weiterhin kamen Personen 466 Personen, die Bands oder deren technischen Crews angehörten, sowie die 892 Mann starke Schiffsbesatzung dazu, so dass sich die Gesamtpersonenkapazität auf 3395 Personen belief.
Verglichen mit 2011 sind die Preise in diesem Jahr teilweise um bis zu $ 200 (Superior-Ocean-View, 2 Personen, Deck 9) pro Kabine gesunken. Wie gewohnt war es de facto nur notwendig, eine Kabine zu buchen. Im Preis dafür inbegriffen waren bereits Verpflegung, alkohol- und kohlensäurefreie Getränke sowie der Eintritt zu allen Auftritten. Die günstigsten Tickets (4-Personen-Innenkabine, Deck 2) waren für $ 666 pro Person zu haben, die teuersten (2-Personen-Grand-Suit mit großem Balkon, Deck 10) für $ 3333, ebenfalls pro Person. Dazu kamen noch pro Passagier weitere $ 289 für Steuern, Hafengebühren und weitere Verwaltungskosten. Über die Konzerte hinaus standen zur Freizeitbewältigung auch ein Fitnessstudio, ein Casino, ein Basketballfeld sowie eine Kletterwand zur Verfügung. Neu in diesem Jahr waren die Pools Girls, die als Hostessen dabei waren. Sie trugen Bikinis von der Szenemarke Toxic Vision und verteilten gratis Sonnencreme.

## Rezeption
Wie in den Vorjahren waren zahlreiche Journalisten, sowohl von der Fachpresse als auch von der allgemeinen Presse, beim 70000 Tons of Metal dabei, um darüber zu berichten. Die bedeutendsten Formate waren in diesem Jahr Aardschok, Blick.ch, CNN, die Lingener Tagespost, Metal Hammer, Rock Hard, Spiegel Online und die Süddeutsche Zeitung. Bis auf den Beitrag von CNN, der eine kurze Videodokumentation darstellt, veröffentlichten alle anderen Print- und Webzines schriftliche Berichte des Festivals sowie teilweise auch Bildergalerien.

## Dokumentationen
- 70,000 Tons of Heavy Metal, Percy von Lipinski, CNN 2013, 4.33 Minuten (englisch)